# 이어룡
이어룡(1953년 9월 9일 ~ )은 대한민국의 금융인으로, 대신파이낸셜그룹 회장이다.

## 생애
충청북도 괴산군 출신이다.
상명대학교 사범대학을 졸업하였고, 2015년에는 상명대학교에서 경영학 명예박사 학위를,2017년은 동신대학교에서 경영학 명예박사 학위를 수여받았다.2020년에는 중앙대학교에서 경영학 명예박사 학위를 수여받았다.

## 학력
상명대학교 체육교육학 학사 

상명대학교 경영학 명예박사 

동신대학교 경영학 명예박사 

중앙대학교 경영학 명예박사

## 이력
2004년 대신증권 회장에 취임하였으며, 2012년부터는 대신금융그룹의 회장직을 맡아 그룹 경영을 총괄하고 있다.
현재 재단법인 국립암센터발전기금 이사, 주식회사 전남드래곤즈(프로축구단) 이사, 한국능률협회 부회장, 보건복지부산하 국가암관리위원회 위원, 대한상공회의소 국제통상위원회 위원 등 다방면에서 활동을 지속하고 있다. 2022년 대신증권 창립 60주년을 맞아 그룹명을 대신파이낸셜그룹으로 새롭게 선포하고, 회장직을 맡고 있다.

## 경영활동
이어룡 회장은 금융투자업계 유일한 여성 경영인이다. 여성 특유의 섬세함을 무기로 대신파이낸셜그룹을 이끌고 있다.
이 회장이 가장 강조하는 것은 고객수익경영이다. 고객우선을 최고의 경영이념으로 내세우고 '고객과 함께 성장하는 파이낸셜 헬스파트너'를 회사의 미션으로 제시했고, 2022년 대신파이낸셜그룹 창립 60주년을 맞아 'try Agile ways, create The Value(유연한 시도, 가치 창출)'이라는 새로운 미션을 발표했다. 고객수익만큼 강조하는 것이 사회책임경영이다. 이 회장은 故 양재봉 창업자가 생전에 강조했던 ‘기업이윤의 사회환원’이라는 이념을 계승해 한 단계 발전시켰다는 평가를 받고 있다.
이 회장의 또 다른 관심사는 대신파이낸셜그룹의 지속가능경영이다. 이를 위해 대신증권은 인수합병을 통해 비즈니스 포트폴리오를 다변화 시켰다. 2011년 대신저축은행을 시작으로 대신에프앤아이 등 굵직한 M&A 딜을 잇달아 성사시켜 수익모델을 다각화시켰다. 2019년에는 부동산신탁사인 대신자산신탁을 설립하고 금융부동산그룹의 완성도를 높였다.
창사이래 처음으로 2010년 CI를 바꿔 ‘전통이 있지만 다소 올드하다’는 평을 받았던 이미지를 ‘밝고, 세련된’ 이미지로 변신시켰다. 또한, 전용서체와 고유의 사색(社色)을 개발해 대신금융그룹만의 차별화된 아이덴티티를 구축했다.
이러한 공로를 인정받아 중앙일보와 중앙SUNDAY가 주최하고 미래창조과학부, 산업통상자원부가 후원하는 한국을 빛낸 창조경영 대상의 투명 분야에서 5년 연속 수상했다.2022년에는 EY한영에서 수여하는 최우수 기업가상 알럼나이 스페셜 어워드 부문을 수상했다.

## 사회공헌활동
대신금융그룹 창업자인 故 양재봉 창업자의 기업가 정신과 경영이념을 바탕으로 활발한 사회공헌활동을 지속하고 있다.
전남 나주와 충북 괴산 등의 지체장애인 보육시설과 영유아 보육시설, 사회복지시설 등 소외계층과 다문화가족지원센터에 1991년부터 사랑의 성금을 전달하고 있으며, 매년 해당 시설을 직접 방문해 성금을 전달하고 관계자를 위로하는 시간을 갖고 있다. 코로나로 인해 직접 방문하지 못했던 2021년은 비대면 방식으로 사랑의 성금을 전달하고 있다.